# 池田恒興
池田 恒興（いけだ つねおき）は、戦国時代から安土桃山時代にかけての武将、大名。清洲会議に出席した4人の織田家重臣の一人。子に元助、輝政など。信長とは乳兄弟になる。滝川一益の父方の従弟でもある。
尾張国犬山城主、摂津国兵庫城主、美濃国大垣城主など。通称は勝三郎、紀伊守。

## 生涯

### 信長の家臣
天文5年（1536年）、尾張織田氏家臣・池田恒利の子として尾張国で誕生。母は養徳院。父の恒利は早くに死去したとされる。母の養徳院は織田信長の乳母であり、後に信長の父の織田信秀の側室となっている。
幼少の頃から信長の小姓として織田氏に仕えた。弘治3年（1557年）、信長の弟で、謀反を企てた信勝を殺害した。永禄3年（1560年）5月の桶狭間の戦い、美濃攻略などで戦う。元亀元年（1570年）の姉川の戦いで活躍し、犬山城主となり1万貫を与えられた。以後も比叡山焼き討ち、長島一向一揆、槙島城の戦いなどに参陣。天正2年（1574年）には武田勝頼に奪われた明智城の押さえとして、東濃の小里城に入った。恒興はそのまま織田信忠の付属であったが、天正6年（1578年）11月、有岡城の戦いに従軍。天正8年（1580年）7月、摂津国尼崎城・花隈城（花熊城）を落とす（花隈城の戦い）。戦後、伊丹城を与えられた。また、同年6月、荒木村重の配下だった中西新八郎らを与力とした。
天正10年（1582年）3月、織田・徳川連合軍による甲州征伐では二人の息子を出陣させ、本人は摂津の留守を守るよう信長から命じられた。同年5月、備中高松城を攻撃中の秀吉の援軍に向かうことを命じられた（『信長公記』）。同年6月2日、本能寺の変にて信長が家臣の明智光秀に討たれる。6月11日、中国攻めから引き返して尼崎に到着した羽柴秀吉と合流した。このとき、豊臣秀次を恒興の婿に、次男輝政（照政）を秀吉の養子とすることを約束した。また、剃髪し、勝入と号した。山崎の戦いでは兵5,000を率いて右翼先鋒を務めて光秀を破り、織田家の宿老に列した。

### 清須会議から織田家中の抗争
天正10年6月27日、山崎の戦い後に開かれた清洲会議には秀吉、柴田勝家、丹羽長秀と共に織田家宿老として参加した。領地の再分配では摂津国大坂・尼崎・兵庫12万石を獲得した（『太閤記』）。恒興は大坂に移り、元助は伊丹に、輝政は尼崎に入った（『池田家譜』など）。
清洲会議後の織田家中の抗争では秀吉方として動き、清洲会議の合意に反して織田信雄を名代として織田家家督に据えるという、秀吉のクーデターに加担した。
天正11年（1583年）の賤ヶ岳の戦いには参戦していないが、同年5月、美濃国内にて織田信孝の旧領13万石を拝領し大垣城に入った。岐阜城には元助が入った。

### 小牧・長久手の戦い
天正12年（1584年）、秀吉と信雄が断行して小牧・長久手の戦いが始まると、恒興は去就が不透明であったが、秀吉方として参戦した。勝利が成った暁には尾張一国を約束されていたという（『池田文書』）。
3月13日に秀吉方としての参戦を決めた恒興は息子の元助、照政と娘婿・森長可と共に犬山城を攻略した。
三河中入作戦においては中入軍の第一陣を元助、照政と共に務めた。4月9日、三河へ進行中に岩崎城を第二陣の森長可軍と共に攻撃し、これを攻略した（岩崎城の戦い）。その後、池田・森軍は後続する中入軍大将・三好信吉が敗走としたこと（白山林の戦い）を把握すると白山林方面へ引き返した。池田・森軍は三好軍を敗走させた徳川軍と長久手で衝突したが、恒興は元助、長可と共に戦死し、池田・森軍は徳川軍に大敗を喫した（長久手の戦い）。恒興は永井直勝に討ち取られた。享年49。法名は、護国院雄岳宗英大居士。家督は長久手の戦いを生き延びた輝政が相続した。
遺体は徳川勢に持ち帰られ、一時遠江国新居に葬られた。後に京都・妙心寺の慈雲院に改葬されている。

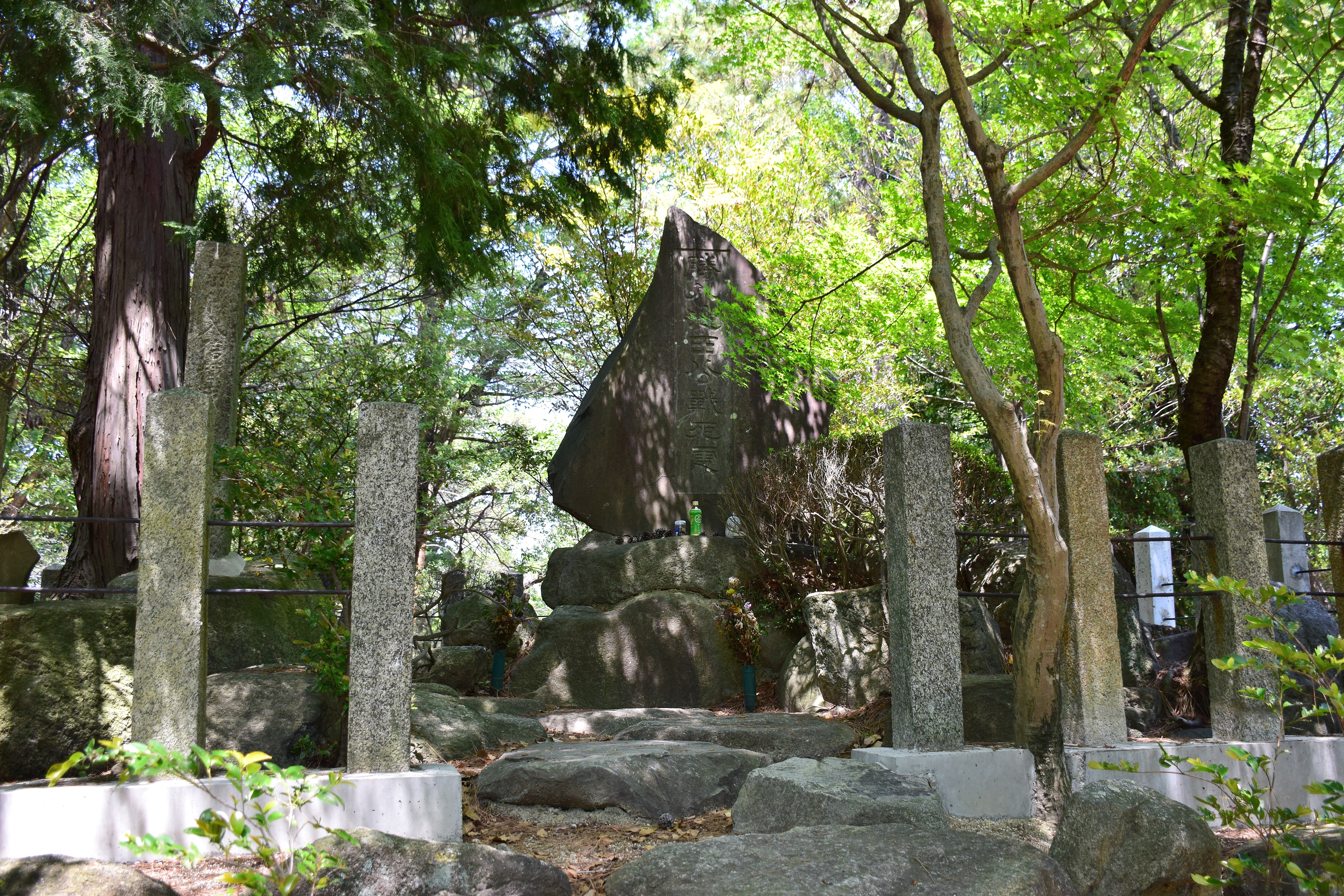
池田恒興戦死の地とされる勝入塚　長久手古戦場公園（愛知県長久手市）
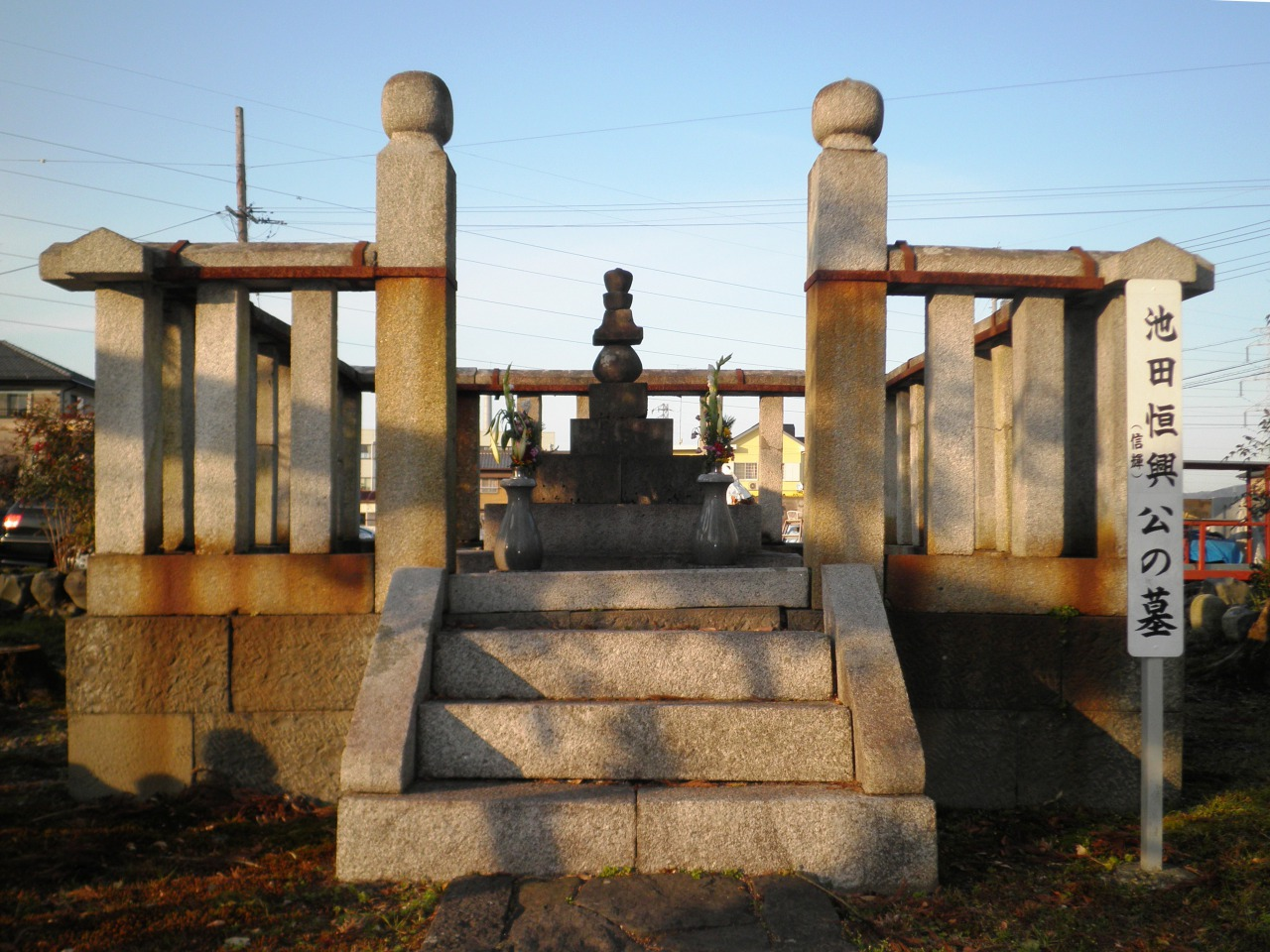
池田恒興の墓（岐阜県揖斐郡池田町本郷）

## 諱について
- 諱を信輝としている軍記物もあるが、信頼できる同時代史料には見当たらない[4]
- 『寛政重修諸家譜』では信輝とあり、その後に「初恒興」と続く。事績には「織田信秀につかへ星崎城をせむるのとき、高名抜群なりしかば諱字をあたへられ、信輝と號す」と記されている[3]。

## 出身地について
- 出身地は尾張国[3][4]・美濃国[33]・摂津国[7]・近江国[34]など諸説あるが、『信長公記』に恒興の与力として尾張国海東郡一色村の者がおり、その付近が有力である[独自研究?]。

## 系譜
- 父：池田恒利（?-1538）
- 母：養徳院（1515-1608） - 池田政秀娘?
- 正室：善応院（?-1604） - 荒尾善次娘。元は織田信時の室で、信時との間に娘（七条）が恒興の養女としてはじめ飯尾敏成、のちに下間頼龍に嫁いだ。池田重利の項目参照
  - 長男：池田元助（1559/64-1584）
  - 次男：池田輝政（1565-1613）
  - 三男：池田長吉（1570-1614）
  - 四男：池田長政（1575-1607） - 片桐俊元の養子
- 生母不明の子女
  - 女子：池田せん - 森長可室、後に中村一氏室
  - 女子：若政所（?-1601） - 若御前、致祥院殿栄岳利盛、豊臣秀次正室
  - 女子：天球院 - 山崎家盛正室、後に離縁
  - 女子：浅野幸長正室
  - 女子：織田勝長正室
- 養子
  - 女子：七条七条 - 飯尾敏成正室、後に下間頼龍正室、織田信時の娘

```
滝川三郎資清(一勝?) ━ 一益 ━ （旗本家ほか瀧川家など）

滝川三四郎恒利 ━ 池田恒興 ━ 輝政 ━ （姫路藩主、鳥取藩主など）

```

## 登場する作品
- 『おんな太閤記』（1981年、NHK大河ドラマ、演：阿部六郎）
- 『信長 KING OF ZIPANGU』（1992年 、NHK大河ドラマ、演：的場浩司）
- 『秀吉』（1996年、NHK大河ドラマ、演：五代高之）
- 『利家とまつ〜加賀百万石物語〜』（2002年、NHK大河ドラマ、演：渡辺裕之）
- 『清須会議』（2013年、映画、演：佐藤浩市）
- 『軍師官兵衛』（2014年、NHK大河ドラマ、演：大橋吾郎）
- 『信長協奏曲』（2014年、フジテレビ ドラマ、演：向井理）
- 『どうする家康』(2023年、NHK大河ドラマ、演：徳重聡)